# San Severino Marche
San Severino Marche település Olaszországban, Marche régióban, Macerata megyében. Lakosainak száma 11 881 fő (2023. január 1.). San Severino Marche Apiro, Cingoli, Gagliole, Matelica, Pollenza, Serrapetrona, Tolentino, Treia és Castelraimondo községekkel határos.

## Népesség
A település lakossága az elmúlt években az alábbi módon változott:
| Lakosok száma | 12 630 | 12 456 | 11 881 |
|               | 2017   | 2018   | 2023   |